# روگوزین (آستراخان)
روگوزین (به لاتین: Rogozin) یک منطقهٔ مسکونی در روسیه است که در استان آستراخان واقع شده‌است.